# Irvine, Kalifornien
För floden, se Irvine (flod).
Irvine är en stad i Orange County i södra Kalifornien i USA. Staden har 276 176 invånare (2018).

## Kända personer från Irvine
- Tim Commerford, musiker
- Will Ferrell, skådespelare
- Jason Lezak, simmare
- Annie Mumolo, skådespelare
- Aaron Peirsol, simmare